# Мирна (Словенія)
Мирна (словен. Mirna) — поселення в общині Мирна, регіон Південно-Східна Словенія, Словенія.